# Szív- és érrendszeri betegségek
Napjainkban a daganatos megbetegedések mellett a keringési szervek, a szív és az erek betegségei fordulnak elő leggyakrabban. A ma emberének egészségét elsősorban a szív és az érrendszer megbetegedései veszélyeztetik.
A különböző típusú keringési betegségek elterjedtsége között figyelemre méltó különbség észlelhető. A bakteriális fertőzéssel összefüggő gyulladásos szívbetegségek gyakorisága – hála a megelőző higiénés rendszabályoknak és a hatásos gyógyszereknek – egyre csökken, ezzel szemben a koszorúér-betegségek, valamint a végtagi-perifériás-érbetegségek száma állandóan nő. A szív- és érrendszeri betegségek elsősorban idősebb korban – 60 év felettieknél – jelentkeznek. A csecsemőhalandóság csökkenése, a járványok leküzdése miatt az emberek egyre nagyobb százaléka ér el magasabb életkort. A civilizált országokban ma az átlagos életkor 80 év körül van, száz évvel ezelőtt 50 év alatt volt, a középkorban pedig a 35 évet sem igen haladta meg. Érthető ezért, hogy az átlagos életkor meghosszabbodásával a szív- és érbetegségek gyakorisága megnőtt. A másik körülmény az, hogy a fejlett orvosi vizsgálóeljárások elterjedésével a szív- és érbetegségeket ma már az esetek több mint 95%-ában felismerjük.A szívbetegségek fajtái
Ha a szív számos megbetegedését áttekintő rendszerbe kívánjuk foglalni, három fő betegségcsoportot különböztethetünk meg:
1. Veleszületett szívhibák
2. Gyulladásos szívbetegségek
3. A koszorúerek megbetegedését követő szívbetegségek

## A szív betegségei

### Veleszületett szívhibák
A szív veleszületett megbetegedései a szív- és érbetegségek kis részét – csak kb. 0,2%-át – teszik ki, jelentőségük mégis nagy. Magukra hagyva ezek a szívbetegségek súlyos tüneteket, gyakran a beteg halálát okozzák. Régebben gyógyíthatatlannak vélték, de ma az ilyen betegek többségét szívműtét segítségével meg lehet gyógyítani.
A veleszületett szívhibák kialakulásának okait – hála az orvostudomány haladásának – egyre jobban megismerjük. Keletkezésük megértéséhez tudnunk kell, hogy a magzat fejlődése során a szív alakja és szerkezete sokat változik, végleges formáját a méhen belüli élet késői szakában, bonyolult fejlődés után éri el. A magzati élet kezdetén a szív egyszerű, együregű cső. A jobb és a bal szívfél különválása, a pitvarok és kamrák elkülönülése, a billentyűk kifejlődése szempontjából a legkritikusabb idő a fogamzás utáni negyedik-nyolcadik hét, amikor a szív fejlődése a leggyorsabb. Ha ebben az időben éri ártalom a magzatot, súlyos szívfejlődési hiba alakulhat ki. Ma már több olyan tényezőt ismerünk, amely a magzatot károsítja és veleszületett szívhiba kialakulásához vezet. D. Gregg ausztrál orvos figyelte meg először, hogy ha az anya a terhesség kezdetén rózsahimlőt (rubeolát) áll ki, a születendő gyermek rendszerint szívhibával jön a világra. Úgy látszik, hogy a rubeolán kívül még egyéb vírusbetegségek is okozhatnak veleszületett szívhibát. Különböző vegyületek, gyógyszerek, amelyek a terhes anya vérébe jutnak, szívfejlődési zavart okozhatnak. A veleszületett szívhibák gyakorisága társadalmilag sem elhanyagolható. Minden ezer újszülött közül átlagosan hét szívhibával születik. Ezeknek a szívhibáknak sokféle típusa van, de gyakorlatilag a pitvarokat és kamrákat elválasztó sövény hiánya, az aortát a tüdőverőérrel magzati életben összekötő érszakasz (Botallo-vezeték) nyitva maradása, az aorta és a tüdőverőértörzs szűkülete a legfontosabbak. Ezek a hibák teszik ki az összes veleszületett szívhibák 80%-át.

#### Tünetek
- Az ajkak, a bőr, a körmök szederjeskék színűek, cyanotikusak (oka: a hajszálerekben a vér oxigénszegény vénás vérrel kevert).
- „Dobverőujjak” kialakulása: a körömperc megvastagszik és az ujjak körvonalai a dobverőhöz hasonlítanak (oka: az artériás és vénás vér keveredése folytán a hajszálerek vére kevesebb oxigént tartalmaz, a tartós oxigénhiány a csonthártya megvastagodásához vezet).
- A gyermek visszamarad a fejlődésben: könnyen elfárad, erősebb mozgás után fullad.
- A mellkas a szívtájékon gyakran kiboltosul (oka: a szívhiba miatt a szív a normálisnál nagyobb, és csecsemőkorban a még vékony mellkasfalon a nagy szív benyomatot okoz).
- A vörösvérsejtek számának megnövekedése (4,5-5 millió helyett akár 10 millió is lehet).

#### Néhány betegség
- Kamrai sövényhiány (leggyakoribb: 20-25%): a kamrai sövényen lévő nyílások, amelyeken keresztül a jobb és a bal kamra a tüdők elkerülésével közlekedik egymással.
- Ductus Botalli persistens (átjárható) (5-10%): a Botallo-vezeték a magzatban az arteria pulmonalist és az aorta descendest köti össze, születéskor össze kell záródnia. Baj az, ha ez nem történik meg.
- Pitvari sövényhiány (5-10%): a két pitvar között lévő közvetlen kapcsolat az interatrialis sövényen lévő hiány(ok) miatt.
- Atrioventricularis sövényhiány (4%): az endocardialis párna elégtelen fúziója miatt kialakuló összetett szívhiba.
- Aortastenosis (5%): anatómiailag a bal kamrai kiáramlási pálya obstrukciója.
- Coarctatio aortae (8%): aortaszűkület, amelynek oka a hátsó aortafal intima és media rétegeinek megvastagodása és elődomborodása.
- Pulmonalis stenosis (5-8%): a jobb kamrai kiáramlási pálya obstrukciója.
- Nagyér-transzpozíció (5-7%): az aorta a morfológiai jobb kamrából, az arteria pulmonalis a morfológiai bal kamrából ered.
- Tricuspidalis-atresia (1-2%): a jobb atrioventricularis szájadék hiánya vagy atresiája.[1]

### Gyulladásos szívbetegségek
A szív fala három részből tevődik össze. Kívül van a szívburok, amelynek két lemeze a szívet zsákszerűen körülveszi. A középső réteg a vaskos szívizom. A belső sima, fénylő lemez a szívbelhártya. A szív gyulladásos betegségei során mindhárom szívréteg külön-külön és együttesen is megbetegedhet. Ekkor tehát szívbelhártya – (endocarditis), szívizom – (myocarditis) és szívburokgyulladás (pericarditis) keletkezik. A szívbelhártyagyulladásban a szív billentyűi betegszenek meg elsősorban. A szívizomgyulladás főleg a szívizomrostokat érinti, a szív összehúzódásának erejét csökkenti. Szívburokgyulladásban a szívburok két lemeze között gyulladásos folyadék gyűlik össze, és ebből – ha a folyadék nem szívódik fel – a szív körül összenövések, hegesedések keletkeznek. A felgyülemlett folyadék, illetve később az összenövések nehezítik a szív tágulását. Leggyakrabban kamaszkorban vagy fiatalkorban lépnek fel. Leggyakoribb oka a reumás láz, amely gyakran a szívet is megtámadja és gyulladásos szívbetegséget okoz. Minél többször ismétlődik, annál valószínűbb, hogy a szívet is megbetegíti.
A szívbelhártyagyulladás (endocarditis) a billentyűk működésében okoz zavart. A billentyűk egyébként papírvékony lemeze a gyulladás hatására megvastagodik, felszíne egyenetlenné válik. A billentyűk szélei később – rendszerint évek múlva – zsugorodnak, összenőnek, ezért a billentyűk záródása-nyitása tökéletlenné válik. Leggyakrabban a kéthegyű billentyű szűkülete vagy elégtelensége alakul ki és okoz tüneteket. A gyakoriság sorrendjében a második helyen az aortabillentyűk károsodásai állnak. A billentyűhibák – vitiumok – nem járnak mindig súlyos keringési zavar tüneteivel, azonban a betegség előrehaladtával nem ritkán a vérkeringés elégtelenségéhez vezetnek.

### A szív koszorúereinek betegségei
A szív ereit koszorúereknek nevezik, mivel a főágak körkörösen futnak a szív körül. A koszorúerek szállítják a tápanyagokat és az oxigént a szívhez, ezért megbetegedésük, szűkületük a szívizom oxigénellátását károsítja. A koszorúerek szűkülete két jellemző szívbetegséget okozhat: az egyik az ismétlődő, múló szívtáji fájdalommal járó angina pektorisz; a másik a koszorúerek hirtelen elzáródását kísérő, hosszan tartó, tűrhetetlenül erős fájdalommal járó szívinfarktus, más néven szívtrombózis.
- Az angina pektorisz: a megbetegedett szíverek merevebbek, szűkebbek, de üregük rendszerint (még) nem záródott el teljesen. A szűkebb éren keresztül a szívizom ellátott területére kevesebb vér és oxigén jut el. Az oxigénhiány miatt kóros anyagcseretermékek halmozódnak fel, amelyek a környéki érző idegeket izgatva, szorító jellegű szívfájdalmat okoznak. A fájdalom általában percekig tart, és jellegzetes módon pihenésre, vagy nitroglicerin bevételére megszűnik. Arra alkalmas esetben sebészileg gyógyítható. Ilyenkor a megbetegedett, beszűkült érdarabot vénadarabbal hidalják át, így elegendő vér áramlik a szűkület mögötti érszakaszba.
- A szívinfarktus: rendszerint a koszorúér-szűkület talaján fejlődik ki azáltal, hogy a szűk érszakasz hirtelen elzáródik. E betegségre szintén a szívfájdalom jellemző. Ugyanakkor sokkal erősebb, és nitroglicerin bevételére nem szűnik meg. Verejtékezés, nagyfokú gyengeség, vérnyomásesés kíséri a tüneteket.

## Az érrendszer betegségei
Az erek megbetegedését többféle ártalom: érgyulladás, allergiás túlérzékenység, érsérülés stb. idézheti elő. Leggyakoribb oka az ún. érelmeszesedés. A betegség kezdetén a vérerek belsejét borító réteg – az endotél – betegszik meg. Egyenetlen lesz az erek egyébként sima, hézagmentes belső lemeze. Az ilyen módon károsodott helyre a véráramból különböző zsírtartalmú anyagrészecskék rakódnak le. Később az érfal rugalmas elemei pusztulnak, az ér merevvé válik, belmérete szűkül. A szűkült helyre vérrög tapadhat, amely az ér teljes elzáródását okozhatja. A mész lerakódása csak a betegség végén következik be az elpusztult szövetek helyén. A betegség nem az idős korban kezdődik, hanem jóval előbb, rendszerint 45-55 év között, de gyakori tapasztalat az is, hogy 80 évnél idősebb korban elhunyt egyének boncolása során teljesen ép ereket találnak. Az érelmeszesedés rendszerint nem terjed ki az egész érrendszerre, hanem inkább egyes szervek ereire korlátozódik.

### Típusai
- a) Koszorúér-elmeszesedés (coronariasclerosis)
- b) Perifériás artériás betegség: Jellemzően az alsó végtag ereit érinti, elsősorban a lábizmok vérellátását nehezíti. Járáskor az izmokhoz kevés oxigén jut, ami fájdalmat okoz a lábizmokban. Pihenésre a láb oxigénellátása megjavul, a fájdalom megszűnik. A járásra jellemző lábfájdalom miatt a betegséget időszakos sántításnak is nevezik.
- c) Feji-agyi erek elmeszesedése: az agyhoz a vér négy verőértörzsön át jut el. Az erek szűkülete, merevsége miatt az agy vagy egyes területei nem kapnak elegendő vért. Fejfájás, szédülés, egyensúlyzavar, beszédzavar, látási zavar jelentkezik. Vérnyomáscsökkenéshez, aritmiához társulva jelentkeznek ezek az agyi tünetek. Az érelmeszesedés az agyi erekre is ráterjedhet, a beteg agyi erek könnyebben megrepedhetnek, agyi érkatasztrófa (stroke) következhet be.